# Tondo Pitti
El Tondo Pitti es una escultura en relieve de mármol con un diámetro horizontal de 82 cm y vertical de 85,5 cm, realizada por el escultor Miguel Ángel hacia el año 1503 y que se conserva en el Museo Nazionale del Bargello de Florencia.
El tondo o círculo consta de tres personajes: la Virgen María con su hijo Jesús y San Juan. La figura de la Virgen rompe con los dos puntos estáticos del asiento cúbico donde se encuentra sentada, mientras que su cabeza mira hacia el frente, lo que dota a la escultura de gran dinamismo. Los dos puntos sobresalen de la moldura del círculo y la composición es piramidal con frecuentes líneas horizontales y oblicuas que comportan una gran plasticidad. El niño se encuentra en la derecha descansando sobre una libro abierto sobre las rodillas de su madre.
Fue encargado por Bartolomeo Pitti, más tarde regalado por su hijo Miniato Pitti a Luigi Guicciardini y finalmente fue adquirido en 1823 para su exposición en el Bargello.